# Jan Bogaerts
Jan Bogaerts (* 10. Juli 1948 in Helmond, Niederlande) ist ein niederländischer Fotograf.

## Wirken
Bogaerts wurde durch die Ausstellung „Sweet Life“ von Fotograf Ed van der Elsken früh auf die Fotografie aufmerksam.
Er ging auf die „Kunstacademie Sint Joost“ in Breda, danach studierte er noch ein paar Jahre weiter an der „Rijksacademie van Beeldende Kunsten“ in Amsterdam (Fachrichtung: Visuelle Kommunikation). Ab 1975 arbeitete er für Magazine wie: „Nieuwe Revu“, „Panorama“ und „Vrij Nederland“, aber auch für ausländische Blätter wie die „Time“ und „The Independent“ machte er Fotoreportagen.
In den 1980er und 1990er bekam er diverse Aufträge von Gemeinden und Provinzen. Seine Arbeit ist auf wichtige Ausstellungen und wichtige Fotofestivals ausgerichtet. Bei der „Zilveren Camara“, einem jährlich abgehaltenen Wettbewerb für niederländische Fotojournalisten, bekam Bogaerts in der Kategorie „Porträt“ 1991 den Dritten und 1994 den Ersten Preis.
Als Anfang 2003 sein Freund Karel Glastra van Loon mit seiner Familie für drei Monate nach Thailand abreiste, um dort eine Stiftung für Flüchtlinge ins Leben zu rufen und einen Roman zu schreiben, beschloss Bogaerts ihn aufzusuchen. Tief beeindruckt von den Verhältnissen und Bildern im Flüchtlingscamp „Mae La“, entstand die Idee, ein Fotobuch darüber zu veröffentlichen: „De onzichtbaren in beeld“.
Ferner machten sie zusammen den Kurzfilm „Een beetje hoop“ für das niederländische Fernsehen.

## Bibliografie
- „De onzichtbaren in beeld“ (2006)
- „'s Levens Zoet“ (2003)
- „Water in de Peel“ (2003)
- „Thuis in zorg“ (1994)
- „Impressies“ (1991)